# Tropidonophis negrosensis
Espèce
Synonymes
- Natrix dendrophiops negrosensis Taylor, 1917

Statut de conservation UICN

 VU B1ab(iii)+2ab(iii) : Vulnérable
Tropidonophis negrosensis est une espèce de serpents de la famille des Natricidae. 

## Répartition
Cette espèce est endémique des Philippines. Elle se rencontre sur les îles de Cebu, de Masbate, de Negros, de Panay, de Basilan et de Mindanao,.

## Description
Dans sa description Taylor indique que le spécimen en sa possession mesure 73 cm dont 20,5 cm pour la queue. Son dos varie du brun roux au vert olive avec une série de taches sombres médianes plus ou moins visibles à intervalle d'environ 5 mm. Sa face ventrale est blanc rosé.

## Étymologie
Son nom d'espèce, composé de negros et du suffixe latin -ensis, « qui vit dans, qui habite », lui a été donné en référence au lieu de sa découverte, le Kanlaon sur l'île de Negros.

## Publication originale
- Taylor, 1917 : Snakes and lizards known from Negros, with descriptions of new species and subspecies. Philippine Journal of Science, vol. 12, p. 353-381 (texte intégral).